# 科馬里夫卡 (科斯托皮爾區)
51°4′5″N 26°20′0″E / 51.06806°N 26.33333°E
科馬里夫卡（烏克蘭語：Комарівка），是烏克蘭西北部的村莊，隸屬里夫內州的里夫內區。該村面積0.73平方公里，海拔高度163米，2001年人口189，人口密度每平方公里258.9人。